# Trichophallus gracilis
Trichophallus gracilis är en insektsart som först beskrevs av Heinrich Hugo Karny 1907.  Trichophallus gracilis ingår i släktet Trichophallus och familjen vårtbitare. Inga underarter finns listade i Catalogue of Life.